# Emil Lewis Holmdahl
Emil Lewis Holmdahl fue un militar que participó en la Revolución mexicana. Nació en Fort Dodge, Iowa en 1883. Primero se alistó en la 51.ª infantería de Iowa y sirvió en Las Filipinas durante la Guerra Filipino-Estadounidense. Después de la contienda, se unió a la rebelión de Lee Christmas en Honduras. También participó en la Primera Guerra Mundial.

## Revolución mexicana
Holmdahl regresó a los Estados Unidos en 1909. Una severa recesión en los Estados Unidos que se derramó dentro de la economía mexicana combinada con el envejecimiento del dictador quién rechazó elecciones libres creó una gran agitación en México. Holmdahl tenía un trabajo seguro en la compañía de ferrocarriles con la tarea de pelear contra "bandidos". Supuestamente se enganchó cuando los "bandidos" eran insurrectos. Se unió a las fuerzas de Francisco I. Madero en la primavera de 1911. Esperó meses para el levantamiento armado que se inició en Chihuahua, cuando el General Porfirio Díaz se fue al exilio a Francia. Ahora como mayor Holmdahl ya era miembro del ejército mexicano en la primavera de 1913. Su primera diligencia fue ir a Morelos donde se uniría a las tropas federales que peleaban contra Emiliano Zapata. También se unió con el Servicio Secreto Mexicano bajo el comando de Félix Sommerfield en ese mismo período. Como artillero irregular de Pancho Villa, diezmó las fuerzas rebeldes de Pascual Orozco, mientras informaba sus actividades de inteligencia a Sommerfeld en El Paso, Texas. "Tocamos y dejamos fuera del infierno a Orozco y sus tropas que más tarde mientras Villa estaba en San Andrés donde gane la medalla de Honor".
Cuando el presidente Madero fue asesinado en un golpe de Estado en febrero de 1913, Holmdahl inmediatamente se unió a las fuerzas Constitucionalistas bajo el mando de Venustiano Carranza. Después de combatir en Sonora, este soldado de fortuna fue seriamente herido y paso varios meses recuperándose en Douglas, Arizona. Enfermo, delgado y pálido ... pero alegre" Holmdahl fue asignado a las fuerzas de Villa a principios de noviembre de 1913. Durante el verano de 1914, las fuerzas combinadas constitucionalistas expulsaron al General Victoriano Huerta, quien había usurpado la Presidencia de Madero un año antes. Sin poder reconciliar sus diferencias entre Pancho Villa y Venustiano Carranza, se dividieron e iniciaron una nueva guerra civil en 1915. Holmdahl permaneció con Carranza ayudando a la realización de contrabando de armas, municiones y pertrechos a través de la frontera hacia México. Capturado rápidamente, procesado, juzgado y encarcelado en El Paso, Texas, hasta el otoño de 1915 por contrabando de armas. Libre de nuevo, trató de reunirse con el ejército de los Estados Unidos pero fue rechazado por sus antecedentes de presidiario. Finalmente, fue aceptado. Después de la Revolución mexicana trabajó como conductor de un taxi en los Estados Unidos. 
Holmdahl se unió en 1916 en la Expedición Punitiva para capturar a Pancho Villa, al mando del comandante John J. Pershing como guía explorador, dado el conocimiento que tenía de la región en donde se desplazaba Villa. Más adelante sirvió en el decimosexto batallón de infantería de los Estados Unidos durante la Primera Guerra Mundial.